# Jürgen Lehnert
Jürgen Lehnert, född den 2 november 1954 i Magdeburg, Tyskland, är en östtysk kanotist.
Han tog OS-brons i K-4 1000 meter i samband med de olympiska kanottävlingarna 1976 i Montréal.